# Mazie Kangari
Mazie Kangari este o arie protejată (arie specială de conservare — SAC, sit de importanță comunitară — SCI, arie de protecție specială avifaunistică — SPA) din Letonia întinsă pe o suprafață de 347,59 ha, integral pe uscat.

## Localizare
Centrul sitului Mazie Kangari este situat la coordonatele 57°02′07″N 24°45′47″E / 57.0352°N 24.7631°E.

## Înființare
Situl Mazie Kangari a fost declarat arie de protecție specială avifaunistică în decembrie 2002 pentru a proteja 15 specii de animale. Alte tipuri de protecție:
- sit de importanță comunitară (în mai 2004)
- arie specială de conservare (în mai 2004)[1][3][4]

## Biodiversitate
Situată în ecoregiunea boreală, aria protejată conține 11 habitate naturale: Lacuri și iazuri distrofice naturale, Liziere de ierburi înalte hidrofile de câmpie și de nivel montan până la alpin, Turbării active, Mlaștini oligotrofe degradate, capabile încă de regenerare naturală, Depresiuni pe substraturi de turbă de Rhynchosporion, Taiga vestică, Păduri fino-scandinave bogate în ierburi cu Picea abies, Păduri de conifere pe eskere fluvioglaciare sau legate la acestea, Păduri caducifoliate de mlaștină fino-scandinave, Păduri pe pante, grohotișuri și ravene de Tilio-Acerion, Mlaștini împădurite.
La baza desemnării sitului se află mai multe specii protejate:
- păsări (14): cocoșul de mesteacăn (Bonasa bonasia), caprimulg (Caprimulgus europaeus), cristeiul de câmp (Crex crex), ciocănitoare cu spate alb (Dendrocopos leucotos), ciocănitoare neagră (Dryocopus martius), muscar (Ficedula parva), ciuvică (Glaucidium passerinum), cocor (Grus grus), sfrâncioc roșiatic (Lanius collurio), ciocârlie de pădure (Lullula arborea), ciocănitoare de munte (Picoides tridactylus), ciocănitoare verzuie (Picus canus), silvie porumbacă (Sylvia nisoria), cocoșul de mesteacăn (Tetrao tetrix tetrix)
- mamifere (1): vidră de râu (Lutra lutra)

Pe lângă speciile protejate, pe teritoriul sitului au mai fost identificate 3 specii de plante, 3 specii de nevertebrate.